# Монтазіо

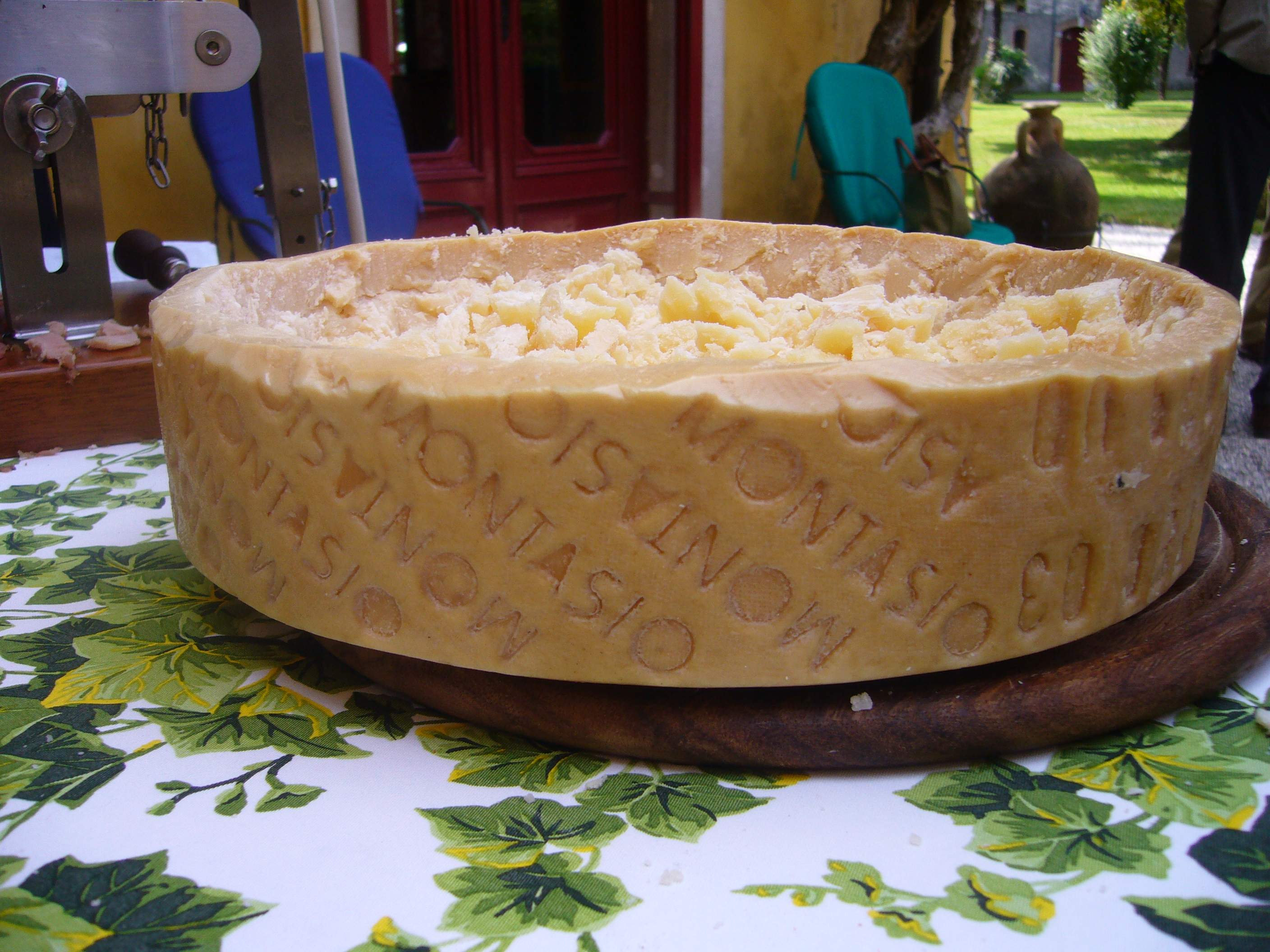
Монтазіо

Монтазіо («італ. Montasio DOP») — італійський напівтвердий або твердий сир з коров'ячого молока. Назва сиру походить від найменування групи гір в Юлійських Альпах.

## Зона виробництва
Зона виробництва сиру монтазіо включає регіон Фріулі-Венеція-Джулія (вся територія провінцій Удіне, Порденоне, Гориція та Трієст) та регіон Венето (вся територія провінцій Тревізо та Беллуно та частково провінцій Венеція та Падуя).

## Історія
Монтазіо має давню історію. Технологія виробництва винайдена у 1200 році монахами-бенедиктинцями у абатстві Моджо Удінезе. Першими документами, що містять формулювання «сир Монтазіо», є прейскуранти міста Сан-Данієле, датовані 1773 роком, які встановлюють ціну на Монтазіо набагато вищу, ніж середня для інших сирів. З цього часу монтазіо завжди був присутній у всіх торгових документах північно-східної Італії. 1986 року сир отримав статус продукту контрольованого за походженням (PDO). 1996 року отримав категорію DOP. Діє консорціум по захисту якості монтазіо — італ. Consorzio di Tutela del Formaggio Montasio D.O.P..

## Технологія виробництва

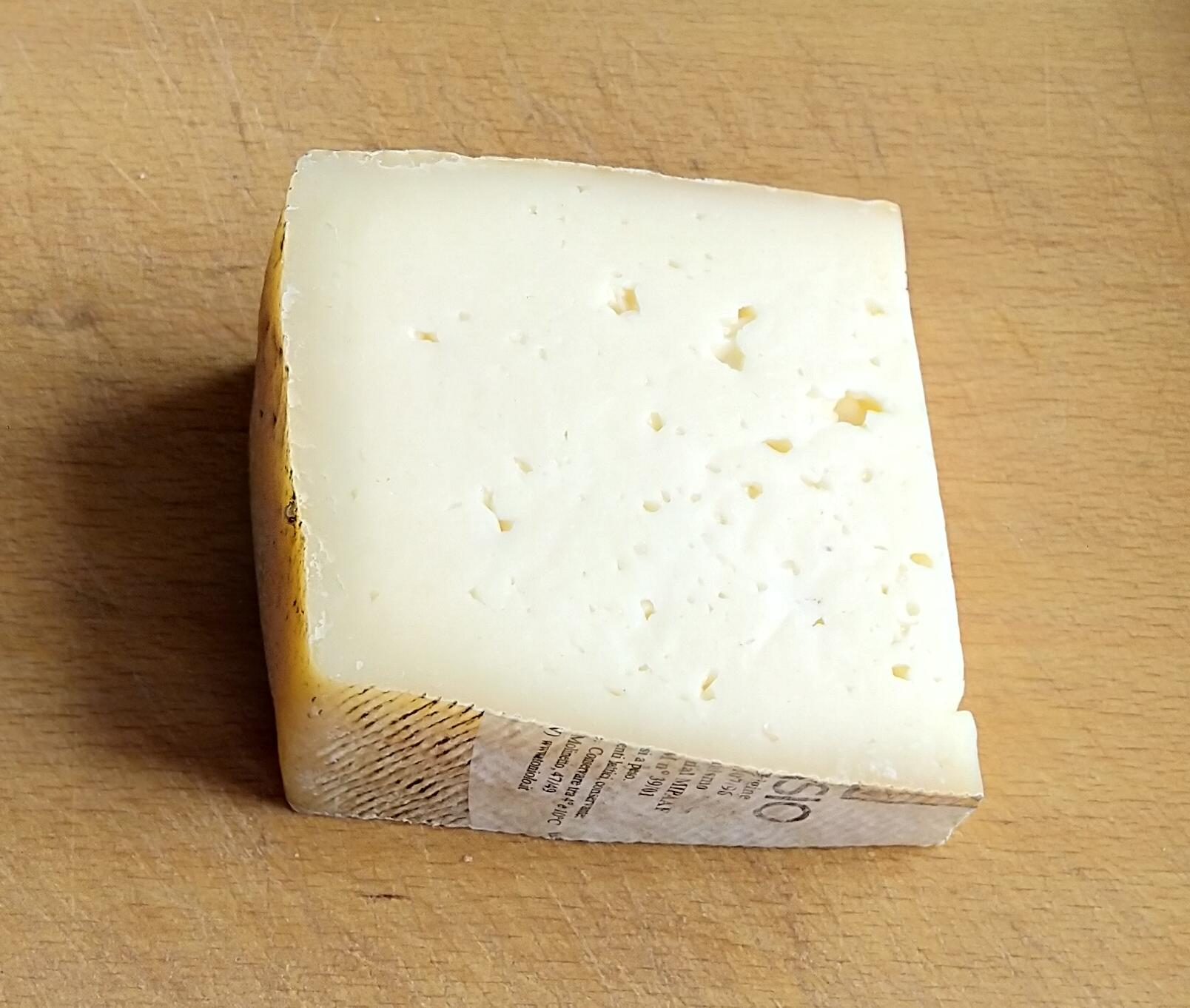
Montasio Fresco

Головною метою всього виробничого процесу є збереження оригінальних смакових якостей свіжого молока та його органолептичних характеристик. Непастеризоване молоко заливають у мідні або сталеві чани. Для того щоб розпочати ферментацію, до молока додають стартові культури бактерій, або закваску зі вже збродженого молока попереднього доїння, воно трохи нагрівається (до 32—34 °C), щоб гарантувати стабільний розвиток бактерій та до нього додається сичужний фермент теляти. Потім молоко залишають для згортання протягом 20—25 хвилин. Потім відбувається розбивання сиру, за допомогою спеціального інструменту, який називається «ліра», на дуже дрібні гранули (до розміру зерна кукурудзи для версії італ. Fresco та зерна рису для інших видів). Далі проходить стадія нагрівання. Температуру маси підвищують, постійно помішуючи, до 44—46 °C. Приблизно через 25 хвилин згусток витягують. Після цього відбувається пресування, ручне або механічне. Голови сиру укладаються в специфічні форми, які видавлюють назву «Montasio» на бічній поверхні скоринки. Після стікання надлишків сироватки (через 24 години) голови поміщають у розсол на дві доби. Після цього сир проходить стадію сухого засолу і вирушає у спеціальні приміщення для дозрівання.

## Характеристика сиру
Середня вага голів 6—8 кг. Форма циліндрична діаметром 30—35 см, заввишки 8 см. Текстура сиру компактна, білого або світло-жовтого кольору з рівномірно розподіленими «вічками». Скоринка спочатку гладенька та еластична, світло-коричнева, з віком стає зернистою, тендітною і більш темною, як і вся сирна маса.

## Різновиди сиру
- італ. Montasio Fresco. Витримка становить від 2 до 4 місяців. Сир має м'який, ніжний, молочний смак.
- італ. Montasio Mezzano. Витримка становить від 5 до 10 місяців. Сир характеризується більш потужним і повним смаком.
- італ. Montasio Stagionato. Витримують не менше 10 місяців. Сир відрізняється особливими ароматичними характеристиками, має легку пікантну ноту.
- італ. Montasio Stravecchio.  Витримка понад 18 місяців.

## Вживання
Спосіб вживання залежить від ступеню витримки сиру. Fresco і Mezzano вживаються як самостійна страва або з хлібом. Також їх додають до салатів, солоних штруделів, пирогів та іншої випічки. Сири добре поєднуються зі свіжими овочами, прекрасно підходять для приготування м'ясних страв, пасти та поленти. Також їх вживають як аперитив до білих вин (Піно Блан, Шардоне). Монтазіо середньої витримки гарно поєднується з червоними сортами вин (Мерло). Montasio Stagionato часто використовують в натертому вигляді. Їм заправляють пасту, супи та равіолі. Бажано вживати його з насиченими, червоними винами.